# Луїс Ортіс
Луїс Ортіс (англ.  Luis Ortiz; нар. 29 березня 1979, Камагуей, Куба) — кубинський боксер-професіонал, виступає у важкій ваговій категорії. Чемпіон відбіркових панамериканських ігор 2005 року та чемпіон Куби (2006) серед любителів. Серед професіоналів колишній тимчасовий чемпіон світу за версією WBA (2015-2016) і двічі претендент на титул чемпіона світу за версією WBC (2018, 2019) у важкій вазі.

## Любительська кар'єра
На любительському рингу Ортіс провів 362 поєдинки. 343 виграв і в 19 зазнав поразки.
Ортіс був давнім членом Кубинської національної команди, але не часто представляв Кубу на міжнародній арені.
У 2006 році Ортіс переміг на кубинському національному чемпіонаті «Плайя Хірон» (до 91 кг).

### Чемпіонат Куби
- 2002 — Срібна медаль (до 95 кг)
- 2003 — Бронзова медаль (91 + кг)
- 2005 — Срібна медаль (до 91 кг)
- 2006 — Золота медаль (до 91 кг)
- 2008 — Бронзова медаль (91 + кг)

### Міжнародні результати
- 2005 — Чемпіон відбіркового турніру до Панамериканських ігор (Бразилія, до 91 кг)
- 2005 — Кубок світу (командні змагання), Росія — Срібна медаль (до 91 кг)
- 2005 — Чемпіонат світу, Китай — чвертьфіналіст

## Професійна кар'єра
На професійному рингу Ортіс дебютував у лютому 2010 року, у віці 30 років, у важкій ваговій категорії. З перших поєдинків почав виходити на ринг проти досвідчених джорніменів. Нокаутував американців Чарльза Девіса, і переміг за очками Кендрика Релефорда.
19 листопада 2010 року зумів нокаутувати дуже досвідченого джорнімена, Зака Пейджа. Пейдж до цього не програвав достроково понад чотири роки (36 поєдинків).
У наступному поєдинку в грудні 2010 року Ортіс нокаутував досвідченішого пуерторіканця Франсиско Альвареса (12-1).
23 квітня 2011 року Луїс нокаутував у другому раунді досвідченого ветерана, Берта Купера.
У червні 2011 року Ортіс нокаутував у 6-му раунді панамця Луїса Андерса Пінеду (22-9-1), і завоював свої перші титули. Південноамериканські пояси чемпіона за версіями WBA Fedelatin і WBC FECARBOX.
30 липня Ортіс нокаутував боксера з Нікарагуа, Генрі Саєнса (22-8-1).
10 лютого 2012 року Ортіс переміг колумбійця Епіфаніо Мандосу, і завоював вакантні латиноамериканські пояси за версіями WBO Latino і WBC Latino. 2012 року виграв ще чотири поєдинки з маловідомими боксерами.
20 липня 2013 року нокаутував у третьому раунді американського джорнімена Хосера Рейботта, внаслідок чого Рейботт випав з рингу і не зміг продовжити бій, пізніше було встановлено, що Рейботт випав внаслідок втрати рівноваги, перемога була анульована, і поєдинок визнали таким, що не відбувся.
В листопаді 2013 року Ортіс підписав промоутерський контракт з компанією Golden Boy Promotions і взяв собі нове прізвисько «Реальний Кінг Конг» і вже 26 листопада у вечорі боксу нової промоутерської компанії, нокаутував у 1-му раунді пуерторіканця Алекса Гонсалеса (20-8).

#### Бій з Монте Барреттом
3 квітня 2014 року, Ортіс нокаутував в 4-му раунді 41-річного ветерана, Монте Барретта.

#### Бій з Латіфом Кайоде
11 вересня 2014 року в Лас-Вегасі відбувся поєдинок за тимчасовий титул чемпіона світу за версією WBA в важкій вазі між  35-річним кубинцем Луїсом Ортісом (21-0) і 31-річним нігерійцем Латіфом Кайоде (20-0). Вже через півхвилини після початку бою Ортіс відправив свого суперника в нокдаун 2-ударною комбінацією, яка завершилася ударом справа. В кінці першого раунду Кайоде виявився затиснутим у кутку і пропустив кілька важких ударів, він упирався спиною об канати, і в той момент, коли Кайоде спробував відповісти на атаку Ортіса, рефері вирішив зупинити поєдинок, зафіксувавши дострокову перемогу Ортіса. Луїс Ортіс завдав першої поразки в кар'єрі нігерійця, і завоював титул тимчасового чемпіона світу за версією WBA.

### Допінг-скандал 2014 року
13 січня 2015 року стало відомо, що Ортіс позбавлений пояса за використання забороненої речовини (нандролон), результат бою анульований.

### Повернення
Після дев'ятимісячної дискваліфікації Ортіс нокаутував у травні американця Байрона Поллі.
Попри минулі проблеми з допінгом, промоушен Ортіса знову зумів організувати своєму підопічному поєдинок за вакантний титул тимчасового чемпіона світу. 17 жовтня 2015 року в андеркарті бою Геннадія Головкіна з Давидом Лем'є, Луїс Ортіс завоював тимчасовий титул, нокаутувавши в третьому раунді маловідомого аргентинського боксера Матіаса Аріеля Відондо.

#### Бій з Браянтом Дженнінгсом
19 грудня 2015 року Луїс Ортіс провів захист титулу тимчасового чемпіона світу за версією WBA в бою проти американця Браянта Дженнінгса. Ортіс кілька разів сильно струснув Дженнінгса своїми ударами, але американцеві вдавалося швидко відновитися. У 7-му раунді Ортіс найсильнішим аперкотом відправив Дженнінгса в нокдаун. Американець підвівся, але пропустив кілька сильних ударів, і бій був зупинений.

#### Бій з Тоні Томпсоном
5 березня 2016 року зустрівся з колишнім претендентом на титул чемпіона світу Тоні Томпсоном. Ортіс домінував у рингу і в другому раунді відправив Томпсона на підлогу. У кінці третього раунду Тоні знову був приголомшений, але знову піднявся. В третій раз Ортіс відправив суперника на підлогу в шостому раунді, після чого бій був завершений.
1 листопада 2016 року Всесвітня боксерська асоціація позбавила Луїса Ортіса титулу тимчасового чемпіона світу за версією WBA у важкій вазі за відмову вийти на ринг з обов'язковим претендентом росіянином Олександром Устіновим (33-1, 24 КО).

#### Бій з Маліком Скоттом
12 листопада 2016 року переміг за очками американця Маліка Скотта. Поєдинок проходив в повільному темпі й видався дуже нудним. Скотт переважно був зосереджений на виживанні, і часто йшов у клінч. В 4 і 5 раундах Скотт побував у нокдауні після не найсильніших ударів і при цьому наполягав на тому, що це були удари по потилиці. Свій найкращий удар за весь бій Скотт завдав у 7 раунді, однак це був удар головою в обличчя Ортіса. У 9 раунді після удару по тулубу Скотт знову опинився в нокдауні. У підсумку поєдинок тривав усі 12 раундів. Судді одноголосно присудили перемогу Ортісу з рахунком: 120-105, 120-106, 119-106. За весь бій Скотт викинув 154 удари, тобто в середньому менше 13 ударів за раунд.

#### Бій з Девідом Алленом
10 грудня 2016 року в андеркарті бою Ентоні Джошуа — Ерік Моліна Ортіс зустрівся з Девідом Алленом (9-2-1, 6 KO). Кубинець лідирував в бою з першої ж хвилини. Аллен всі свої сили кинув на захисні дії і роботу другим номером, що йому іноді непогано вдавалося. У другому раунді Аллен пропустив потужний аперкот від Ортіса, за яким відбулася серія ударів, але британець витримав. До 7 раунду Ортіс повільно, але вірно обробляв ударами Аллена, який зрідка намагався відповідати короткими серіями ударів. У сьомій трихвилинці Ортіс знову доніс до голови Аллена кілька важких ударів, і за 15 секунд до кінця 7 раунду рефері зупинив бій. Аллен залишився незадоволений зупинкою зустрічі.

### Допінг-скандал 2017 року
22 вересня 2017 року в допінг-пробі Луїса Ортіса було виявлено заборонені препарати (діуретики), після чого був скасований бій Ортіса з чемпіоном світу за версією WBC — Деонтеєм Вайлдером (38-0, 37 КО), призначений на 4 листопада 2017 року, і Ортіс був позбавлений статусу обов'язкового претендента на титул чемпіона світу за версією WBA в важкій вазі, а також йому було заборонено проводити бої по даній версії терміном на один рік (до 22 вересня 2018 року). Але при цьому організація WBC вирішила не усувати Луїса Ортіса від боїв і залишила його на 3-й сходинці рейтингу важковаговиків.

### Чемпіонський бій з Деонтеєм Вайлдером
3 березня 2018 року зустрівся з чемпіоном світу у важкій вазі за версією WBC з американцем Деонтеєм Вайлдером, що не мав поразок . Велика частина бою проходила в конкурентній боротьбі. У 7-му раунді Ортіс завдав багато щільних ударів і був близький до дострокової перемоги, але Вайлдеру вдалося вистояти. Поступово кубинець став втомлюватися. У 10-му раунді американець відправив свого суперника в нокдаун. Ортіс піднявся, пропустив ще одну серію важких ударів, і рефері зупинив бій. Рахунок суддів на момент зупинки бою: 84-85, 84-85, 84-85 — на користь Вайлдера. Однак телеканали Showtime і CBS Sports виставили рахунок 86-83 — на користь Ортіса.
28 липня 2018 року нокаутував у 2-му раунді колишнього претендента на титул чемпіона світу у важкій вазі румуна Развана Кожану.
1 грудня 2018 року в андеркарді бою Деонтей Вайлдер — Тайсон Ф'юрі Луїс познущався над 33-річним американцем Тревісом Кауфманом - надсилав у нокдаун у 6, 7 і 10 раундах. Кауфман героїчно вставав і продовжував бій, але за 1 хвилину до закінчення 10-раундового бою рефері припинив побиття Ортісом не чинячого спротиву Кауфмана.
2 березня 2019 року Ортіс отримав очікувану, але непросту перемогу над німцем Крістіаном Хамером одностайним рішенням суддів.

### Другий бій з Вайлдером
23 листопада 2019 року в Лас-Вегасі відбувся другий бій між Луїсом Ортісом і Деонтеєм Вайлдером. Бій проходив цікаво для глядачів через те, що в перших раундах Вайлдер діяв надзвичайно обережно, і Ортіс забирав собі раунд за раундом. Але поєдинок завершився у 7 раунді після потужного прямого правою Вайлдера, який звалив Ортіса в нокаут.